# Carlos Sá Azambuja
Carlos Sá Azambuja ComMM (Bagé, 24 de abril de 1938) é um economista e político brasileiro filiado ao Progressistas (PP). Pelo Rio Grande do Sul, foi deputado federal e estadual, além de prefeito e vereador de Bagé.

## Biografia e carreira política
Filho de Ney Ramos de Azambuja e Josefa Sá de Azambuja, chegou a estudar Economia, porém trabalhou apenas como agropecuarista antes de iniciar sua carreira política, quando foi vereador em sua cidade natal pela ARENA, entre 1967 e 1971. Em 1969, obteve a graduação em Economia na Fundação Universitária de Bagé, além de ter cursado as áreas de urbanismo e relações públicas em universidades nos Estados Unidos e na Europa.
Em 1979, voltou à política ao ser nomeado prefeito de Bagé pelo então governador do Rio Grande do Sul, Amaral de Sousa. No mesmo ano, com a extinção do bipartidarismo, filia-se ao PDS (sucessor da ARENA). Em 1986, candidata-se a deputado estadual, sendo um dos 10 pedessistas eleitos para a Assembleia Legislativa. 2 anos depois, foi eleito vice-prefeito de Bagé na chapa de Luiz Simão Kalil, acumulando os 2 cargos até 1990, quando foi o 11º deputado federal mais votado na eleição estadual (41.314 votos).
Na votação do impeachment de Fernando Collor de Mello, Azambuja foi o único deputado da bancada gaúcha a votar contra o afastamento do presidente. Em dezembro de 1992, deixa o cargo de vice-prefeito de Bagé e filia-se ao PPR em abril do ano seguinte. Em 1994, não concorreu à reeleição e disputou uma vaga no Senado Federal, ficando apenas em oitavo lugar entre 11 candidatos.
Em julho de 1994, Azambuja foi admitido pelo presidente Itamar Franco à Ordem do Mérito Militar no grau de Comendador especial.
Em 1995, foi um dos fundadores do Partido Progressista Brasileiro (atual Progressistas), onde se elegeria prefeito de Bagé pela segunda vez. Deixou o cargo em 2000 após não conseguir se reeleger, e em 2002 tentou voltar à Câmara dos Deputados, sem sucesso.
Em setembro de 2011, chegou a ser condenado por improbidade administrativa durante sua segunda passagem pela prefeitura de Bagé, por sentença proferida pelo Juiz da Vara Federal de Bagé. A sentença, contudo, foi desconstituída em 2016 por decisão do Tribunal Regional Federal da 4ª Região, que considerou haver cerceamento de defesa no processo e falta de provas da existência de dolo do administrador no caso.